# Tolva
Tolva (katalanisch Tolba) ist eine katalanischsprachige, der Franja de Aragón zugehörige Gemeinde in der Provinz Huesca der Autonomen Gemeinschaft Aragonien in Spanien. Sie liegt im Süden der Comarca Ribagorza in einem typischen Gebiet der Vorpyrenäen, bildet den Zugang zur Serra del Montsec und umfasst das mittlere Tal des Río Cajigar. Die Gemeinde liegt in einem Gebiet mit typischem Vorpyrenäenklima mit kalten Wintern und geringen Schneefällen und milden Sommern, in denen sich die Bevölkerungszahl verdreifachen kann.

## Gemeindegebiet
Die Gemeinde umfasst die Ortschaften:
- Almunia de San Lorenzo
- Luzás
- Tolva
- Sagarras Bajas

## Geschichte
Der Name der Gemeinde ist romanischen Ursprungs. Der heutige, an einer Römerstraße gelegene Ort, der auf die Zeit nach der Reconquista zurückgehen dürfte, war zunächst unter der Bezeichnung „El Puy“ bekannt. In der Folgezeit ist die Geschichte des Orts mit der der Grafschaft Ribagorza verbunden. In der Zeit des Spanischen Bürgerkriegs entwickelte sich eine intensive anarchistische Aktivität; die Auseinandersetzungen führten zu wiederholten Schießereien und zur Bombardierung des Orts.

## Wirtschaft
Vorherrschend sind Ackerbau (Getreide, Sonnenblumen, Gräser) und Viehzucht (heute meist Schweine in Großbetrieben, daneben Rinder) mit geringem Oliven-, Nuss- und Mandelbaumanbau. Rund 100 ha Fläche sind wieder aufgeforstet worden. Der Ort besitzt eine Brotfabrik. Der Tourismus spielt in dem verkehrsgünstig an der Straße N-230 gelegenen Ort eine erhebliche Rolle.

## Bevölkerungsentwicklung
| 1991 | 1996 | 2001 | 2004 |
| ---- | ---- | ---- | ---- |
| 257  | 220  | 188  | 180  |

## Sehenswürdigkeiten

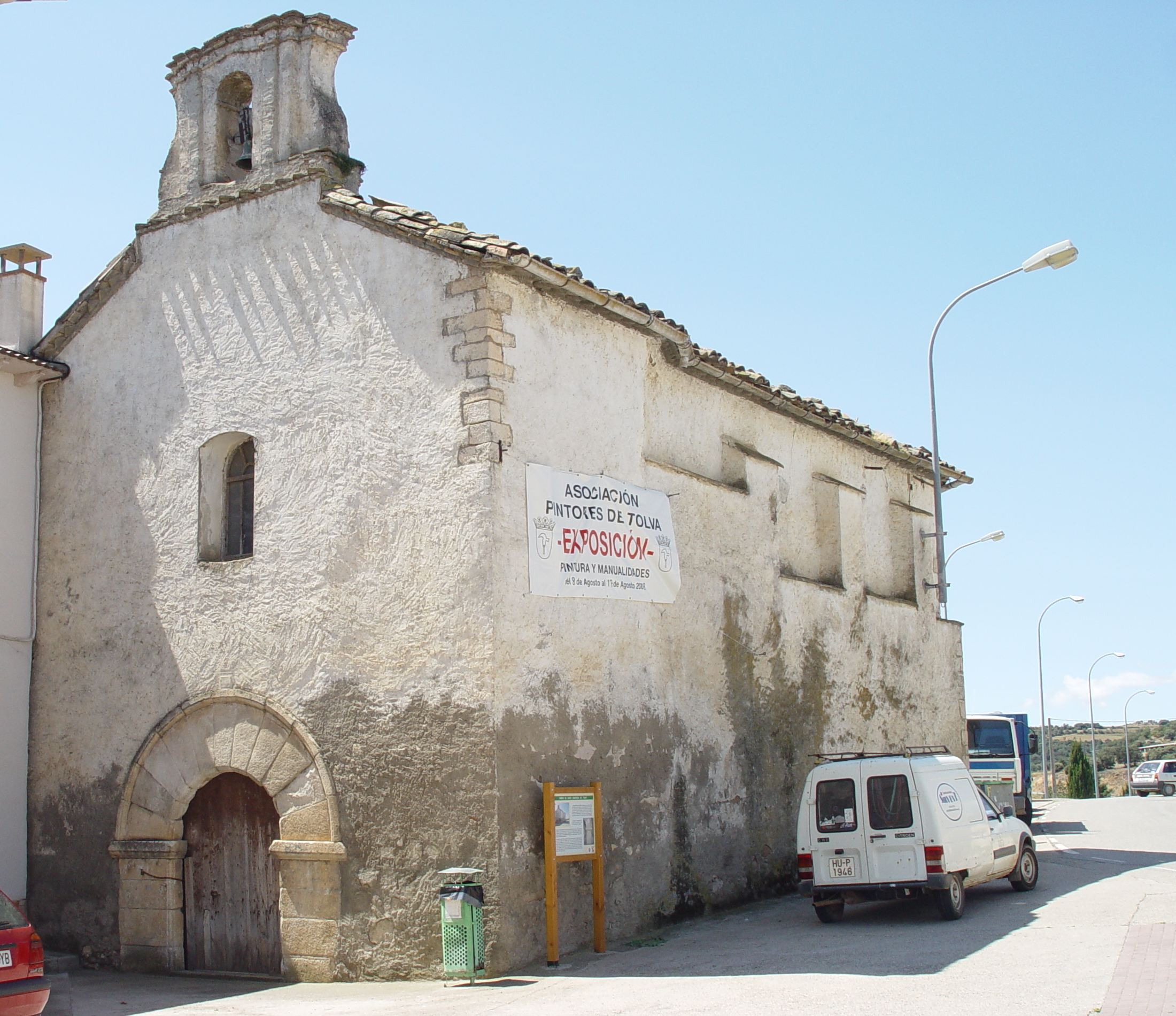
Einsiedelei Santa Anastasia

- Ortszentrum mit mittelalterlichem Charakter
- Burg von Fals, 2 km südlich vom Ortszentrum, erstmals 1052 genannt, mit einem runden Turm
- Kirche Santa Mará del Puy aus dem 16. Jahrhundert
- Einsiedeleien Santa Anastasia und San Cristóbal und San Miguel